# Piper PA-15
Tanto el Piper PA-15 Vagabond como el PA-17 Vagabond son aviones ligeros biplaza de ala alta para uso particular o para entrenamiento, fabricados por Piper Aircraft desde 1948.

## Desarrollo
El PA-15 fue el primer diseño de Piper Aircraft tras la Segunda Guerra Mundial. Utilizó en gran parte el mismo utillaje creado para el Piper Cub, así como muchos componentes estructurales (superficies de la cola, tren de aterrizaje, muchas partes de las alas, etc.). El Vagabond tiene un ala más corta que el Cub (9,1 m frente a 11,0 m), lo cual le valió un sobrenombre no oficial para describir el tipo de aparato: Short-wing Piper (Piper de Ala Corta). 
Esta reutilización de materiales y herramientas permitió que el Vagabond se fabricase con un coste mínimo de diseño, desarrollo e infraestructuras, considerándose que este avión permitió a la empresa eludir la bancarrota tras la guerra.
El prototipo del PA-15 realizó su primer vuelo el 3 de noviembre de 1947, comenzando las entregas de los aviones de producción en enero de 1948.
El Vagabond usa una distribución de los asientos en paralelo, mientras que el Cub los tenía en tándem. Esta configuración derivó en la aparición del PA-17 Vagabond, que llevaba doble mando, permitiendo que el modelo se utilizara como entrenador. La versión PA-17 incorporaba un tren de aterrizaje amortiguado, mientras que en el PA-15 era fijo, y un motor Continental A65 de 65 hp.
El Vagabond fue desarrollado en el PA-16 Clipper, que es en esencia un Vagabond con un fuselaje más largo (43 cm), un motor Lycoming O-235 de 108 hp, tanque de combustible extra en el ala y cuatro asientos. Los modelos Pacer, Tri-Pacer y Colt son también variantes del diseño del Vagabond, y, por ello, Short-wing Piper.

## Historia operacional

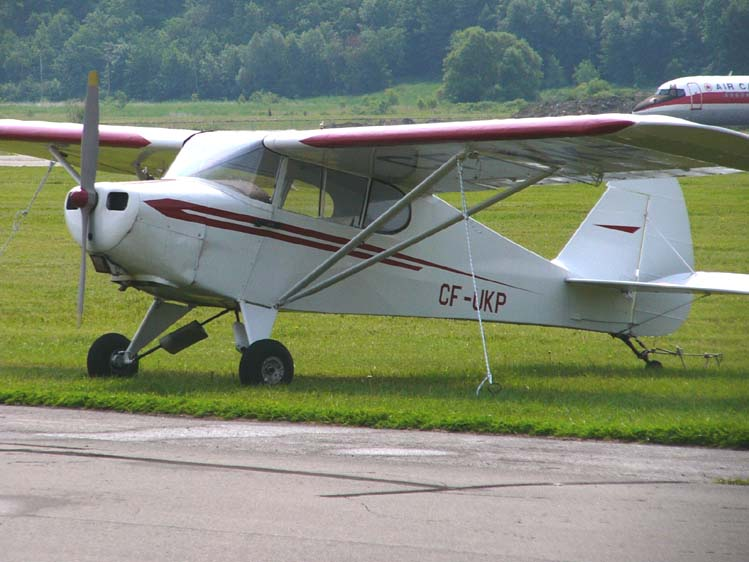
Piper PA-17 Vagabond.

En marzo de 2018, todavía había 167 PA-15 y 101 PA-17 registrados en los Estados Unidos.
Existían 13 PA-15 y 12 PA-17 registrados en Canadá en marzo de 2018.

## Variantes

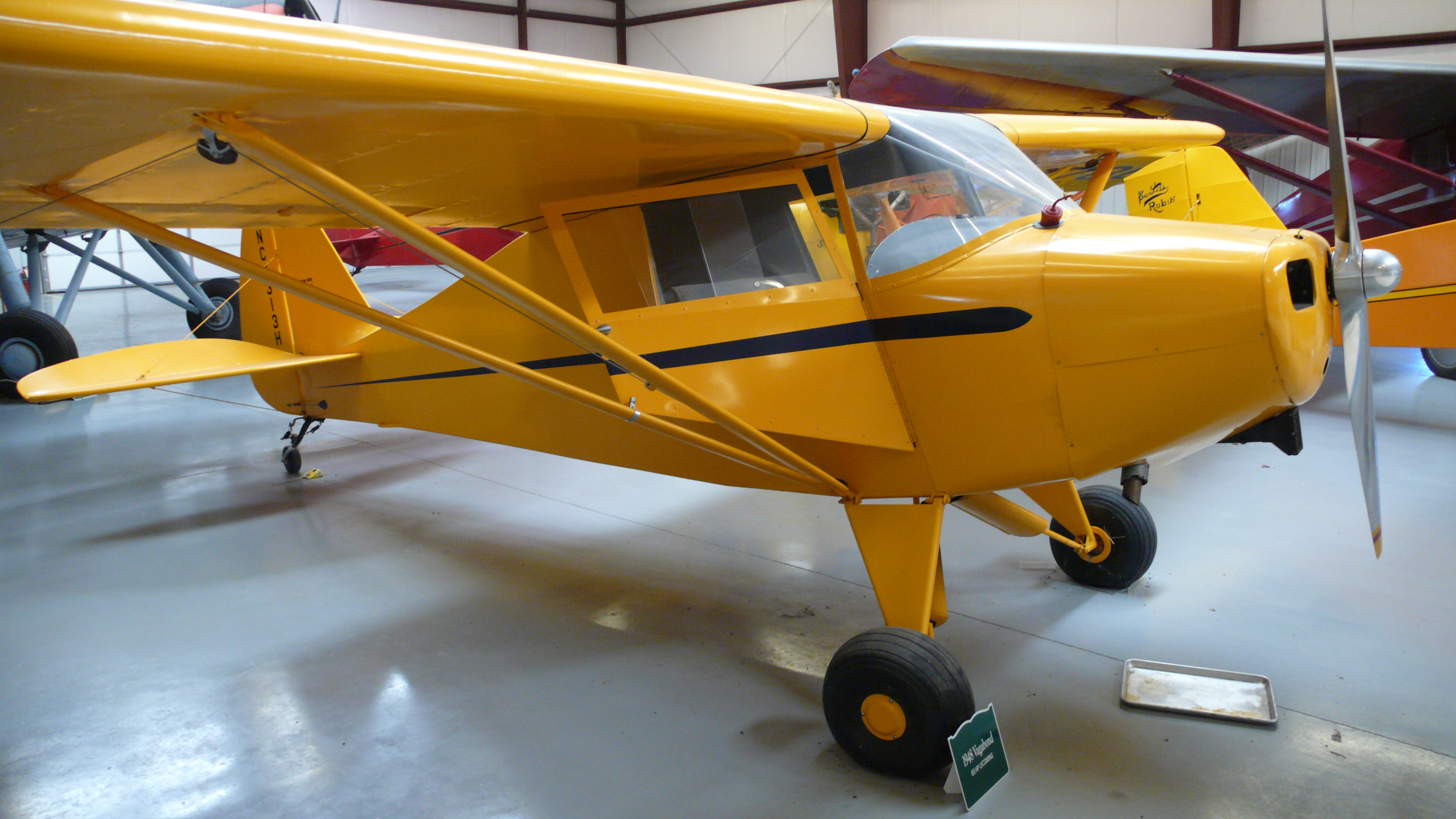
Piper PA-15 Vagabond de 1948 en el Historic Aircraft Restoration Museum.

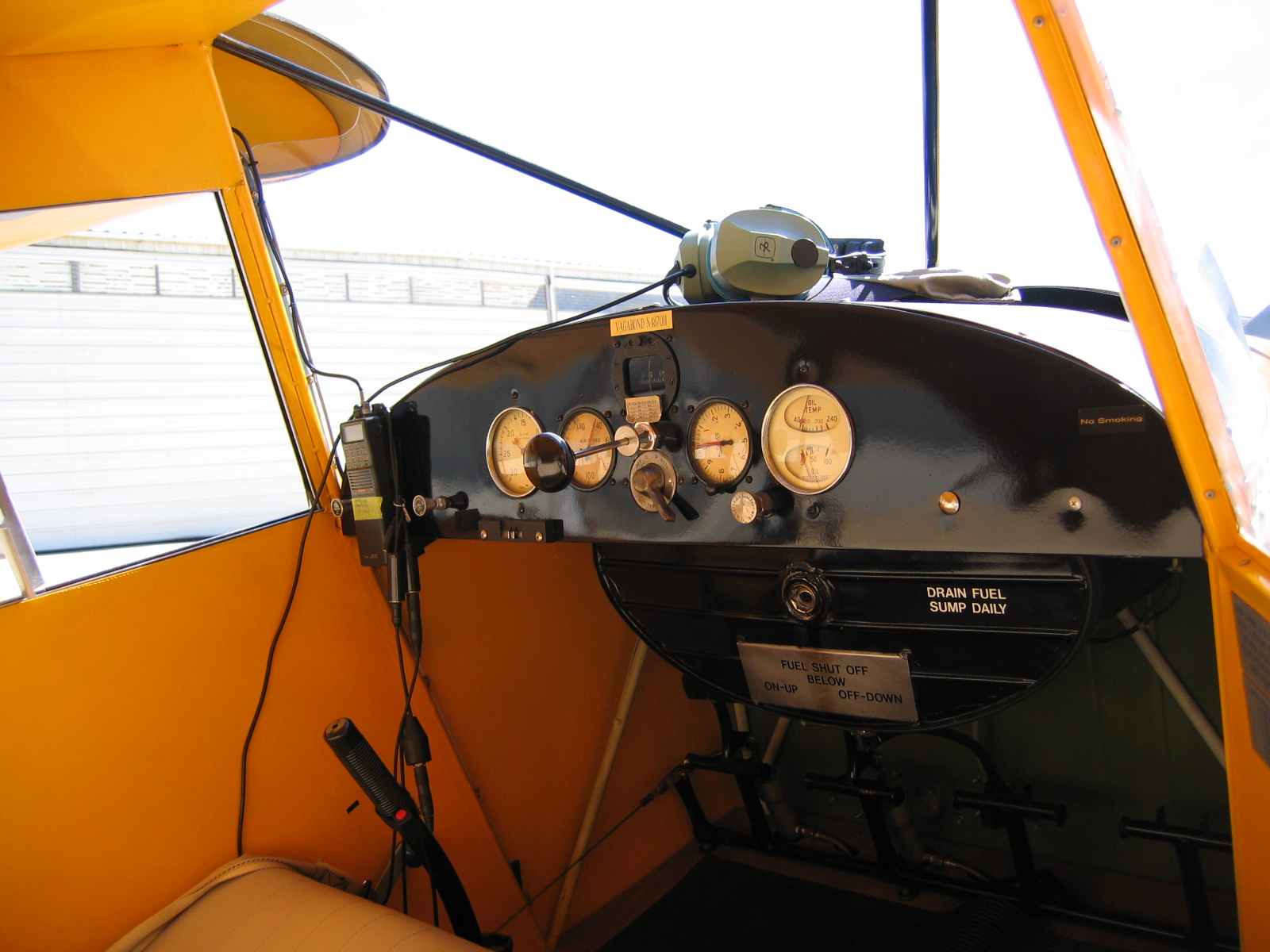
Interior del PA-17.

PA-15 Vagabond
Biplaza lado a lado propulsado por un motor Lycoming O-145 de 48 kW (65 hp). 387 construidos, más uno convertido desde un PA-17.
PA-17 Vagabond
También conocido como el Vagabond Trainer, una variante del PA-15 con controles duales, suspensión y propulsado por un motor Continental A65-8 de 48 kW (65 hp). 214 construidos.

## Especificaciones (PA-15)
Referencia datos: 1978 Aircraft Directory

### Características generales
- Tripulación: Uno (piloto)
- Capacidad: Un pasajero
- Longitud: 5,7 m (18,7 ft)
- Envergadura: 8,9 m (29,3 ft)
- Altura: 1,8 m (5,9 ft)
- Superficie alar: 13,7 m² (147,5 ft²)
- Perfil alar: USA 35B[9]
- Peso vacío: 286 kg (630,3 lb)
- Peso cargado: 499 kg (1099,8 lb)
- Planta motriz: 1× motor bóxer de 4 cilindros refrigerado por aire Lycoming O-145.
  - Potencia: 48 kW (66 HP; 65 CV)
- Hélices: Bipala de paso fijo

### Rendimiento
- Velocidad máxima operativa (Vno): 160 km/h (99 MPH; 86 kt)
- Velocidad crucero (Vc): 140 km/h (87 MPH; 76 kt)
- Velocidad de entrada en pérdida (Vs): 72 km/h (45 MPH; 39 kt)
- Alcance: 400 km (216 nmi; 249 mi)
- Techo de vuelo: 3000 m (9843 ft)
- Régimen de ascenso: 2,6 m/s (512 ft/min)
- Carga alar: 37 kg/m² (7,6 lb/ft²)
- Potencia/peso: 0,0978 kW/kg (0,0595 hp/lb)
- Carrera de despegue: 274 m
- Distancia de aterrizaje: 91 m

## Aeronaves relacionadas

### Desarrollos relacionados
- Piper PA-20 Pacer

### Aeronaves similares
- Cessna 120/140
- RagWing RW11 Rag-A-Bond
- Wag-Aero Wag-a-Bond

### Secuencias de designación
- Secuencia PA-_ (interna de Piper): ← PA-11 - PA-12 - PA-14 - PA-15 - PA-16 - PA-17 - PA-18 - PA-19 - PA-20 →